# Le Livre des solutions
Pour plus de détails, voir Fiche technique et Distribution.
Le Livre des solutions est un film français écrit et réalisé par Michel Gondry, et sorti en 2023.
Présenté à la Quinzaine des cinéastes du festival de Cannes 2023, ce film est partiellement d'inspiration autobiographique.

## Synopsis
Marc Becker est un réalisateur dont la vie et la carrière sont en plein bouleversement. Ses producteurs, non satisfaits des ébauches de montage, veulent lui retirer son film, intitulé Chacun tout le monde. Marc fuit alors avec son assistante Sylvia et sa monteuse Charlotte. Ils se réfugient dans un petit village des Cévennes où vit la tante de Marc, Denise. Là-bas, Marc va tenter de retrouver sa créativité. Il fourmille d'idées mais a beaucoup de mal à se focaliser sur le film, qu'il refuse pour l'instant de voir, au grand désespoir de Charlotte. Il a tellement d'idées qu'il décide d'écrire le Livre des solutions, un ouvrage rempli de conseils plus ou moins efficaces. Il pense par ailleurs très souvent à Gabrielle, une jeune femme qui l'a aidé à fuir les producteurs.

## Fiche technique
Sauf indication contraire, les informations mentionnées dans cette section peuvent être confirmées par la base de données cinématographiques IMDb,  présente dans la section « Liens externes ».
- Titre original : Le Livre des solutions
- Titre anglophone international : The Book of Solutions
- Réalisation et scénario : Michel Gondry
- Musique : Étienne Charry
- Décors : Pierre Pell
- Costumes : Florence Fontaine
- Photographie : Laurent Brunet
- Son : Guillaume Le Braz, Jean-Noël Yven, Dominique Gaborieau
- Montage : Élise Fievet
- Production : Georges Bermann
- Société de production : Partizan, en association avec les SOFICA Indéfilms 11, Cinémage 17, Cofinova 18, Cinéaxe 4
- Sociétés de distribution : The Jokers (France)
- Budget : 3,6 millions d‘euros
- Pays de production :  France
- Langue originale : français (et quelques répliques en anglais)
- Format : couleur — 1,85:1
- Genre : comédie dramatique
- Durée : 102 minutes
- Dates de sortie[1] :
  - France : 21 mai 2023 (Quinzaine des cinéastes du festival de Cannes)[2] ; 13 septembre 2023 (sortie nationale) [3].

## Distribution
- Pierre Niney : Marc Becker
- Blanche Gardin : Charlotte, la monteuse de Marc
- Françoise Lebrun : Denise, la tante de Marc
- Frankie Wallach : Sylvia, l'assistante de Marc
- Camille Rutherford : Gabrielle
- Mourad Boudaoud : Carlos, l'assistant de Charlotte
- Vincent Elbaz : Max Laporte, le producteur de Marc
- Sting : lui-même
- Sacha Bourdo : l'ingénieur du son
- Christian Prat : André, le maire du village
- Michèle Gary : Rolande
- Corinne Mariotto : Nicole
- Nelly Pulicani : Evelyne
- Ambre Gollut : l'exécutive principale
- Patrick Mollo : le chef d'orchestre
- Jacques Mazeran : Jacques, acteur de Chacun tout le monde
- Mama Prassinos : Mireille, actrice de Chacun tout le monde
- Dominique Valadié : Martine, actrice de Chacun tout le monde
- Justin Houser : l'ingénieur du son de Sting

## Production
En octobre 2021, Pierre Niney est annoncé dans le premier rôle d'un long métrage réalisé par Michel Gondry. L'acteur partage sur les réseaux sociaux un message expliquant sa fierté de participer à un film du réalisateur, qu'il avait choisi comme « parrain » pour une soirée organisée pour les jeunes espoirs par les César en 2012,. Le cinéaste n'avait plus réalisé de long métrage depuis Microbe et Gasoil sorti en 2015.
En mai 2022, le film est présenté au marché du film de Cannes pour être acquis par les distributeurs du monde entier.
Le tournage débute en juin 2022. Il se déroule dans le Gard,, notamment au Vigan et à Saint-Sauveur-Camprieu. Les prises de vues ont également lieu à Villemagne dans l'Aude et Meyrueis en Lozère.
Le chanteur Sting fait une courte apparition dans le film ; la scène a été tournée le 11 juillet 2022,.

## Sortie et accueil

### Accueil critique
En France, le site Allociné propose une moyenne de 3,8⁄5, d'après l'interprétation de 33 critiques de presse.
La critique est majoritairement enthousiaste, au point que plusieurs critiques sont citées par le distributeur dans la promotion du film : le film est ainsi décrit dans sa bande-annonce comme « chaudement recommandé » par France Info, « Drôle, tendre et créatif » par RTL et « un triomphe au festival de Cannes » pour 20 Minutes tandis que Télérama précise que « Pierre Niney est hilarant »[réf. nécessaire].
Jugé comme « un des films les plus touchants de Michel Gondry » par Écran Large ou « une comédie d'une profondeur rare » par L'Humanité ou encore « une autofiction drôle, décalée, touchante, poétique... Et courageuse » par Marie Claire, tandis que Le Parisien Week-end parle de « la comédie la plus euphorisante du moment » et d'« un film délirant », soulignant que « Blanche Gardin excelle ».
Le film recueille par ailleurs certains commentaires plus mitigés, notamment des Inrockuptibles qui dénonce « l'autocomplaisance » du film ou Libération qui précise qu'« il ne va pas de soi de s'attendrir des gesticulations de Pierre Niney » dans un film qui « peine à nous convaincre de l’intérêt des illuminations délirantes de Marc ».

### Box-office
Le film sort en France le 13 septembre 2023  dans 374 salles. Il réalise 39 172  entrées pour sa première journée.
Pour sa première semaine, il cumule 188 920 entrées. Il termine sa carrière en salles après quartoze semaines, à 455 239 entrées.
| Pays ou région | Box-office      | Date d'arrêt du box-office | Nombre de semaines |
| -------------- | --------------- | -------------------------- | ------------------ |
| France         | 455 239 entrées | 19 décembre 2023           | 14                 |
| Total mondial  | 1 176 377 $     | -                          | -                  |

## Commentaires
Le film est inspiré de la vie de Michel Gondry, et particulièrement d'un épisode survenu lors de la post-production de son film L'Écume des jours : « Je prenais des médicaments pour l'humeur et des obsessions intenses qui m'empêchaient carrément de vivre. Durant le tournage, ça s'est dégradé. À la fin, je suis resté dans le studio pendant un mois et demi. (...) On a commencé le montage et j'ai arrêté mon traitement. Là, mon esprit a explosé. Un mélange de mégalomanie et de peur, avec des moments super intenses où j'avais l'impression de faire partie de l'Histoire, de créer des choses totalement innovantes. (...) Un psychiatre m'a diagnostiqué bipolaire peu après. ».
Le personnage de la tante Denise est par ailleurs inspiré de sa tante Suzette, à qui le film est dédié et que Michel Gondry avait filmée dans L'Épine dans le cœur. Le Livre des solutions a notamment été tourné dans sa maison de Villemagne.
Enfin, Michel Gondry explique que le personnage de Marc est lui « à 90% » et si le film n'est pas forcément une œuvre à clés, certains épisodes sont des références directes au film L'Écume des jours et à sa post-production :
- Michel Gondry a effectivement dirigé un orchestre des Cévennes avec son corps pour la bande originale du film[26][source insuffisante] (la bande originale étant par ailleurs composée par Étienne Charry).
- La participation de Sting fait référence à l'implication dans le projet d'un autre chanteur bassiste célèbre : en effet Paul McCartney joue de la basse sur certains morceaux de la musique de L'Écume des jours[27].
- Selon ses propres dires, Michel Gondry a véritablement envisagé un montage du film de 4h avec un dessin animé à l'entracte : « Je voudrais en faire une version de quatre heures, même si c’est infernal à regarder. Il y a un tiers des plans tournés que je n’ai jamais vus. »[23]. « Je voulais faire un film qui fasse deux heures, interlude et deux heures, et [au milieu] de faire un dessin animé sur fond blanc pour que les gens puissent retrouver leur fauteuil quand ils reviennent. »[25].
- Michel Gondry a aussi expérimenté une technique de montage non chronologique sur L'Écume des jours pour éviter, comme dans Le Livre des solutions, de revoir les premières scènes du film trop souvent : « On a démarré au milieu du film, à la scène 30, ensuite on a monté la scène 29, ensuite la scène 31, ensuite la scène 28, ensuite la scène 32, et on l'a fait jusqu'à arriver jusqu'aux bords. »[25]. Cette idée de commencer le montage par le milieu rappelle aussi le montage palindromique prôné par Marc dans le film.
- Une des scènes qui nous est montrée du film sur lequel travaille le personnage de Marc présente un personnage dans un style années 1950 poursuivi par une souris géante. L'Écume des jours se déroule également dans un monde d'inspiration années 1950 et un des personnages principaux est une souris (incarné dans le film par Sacha Bourdo). Par ailleurs le métafilm s'intitule Chacun tout le monde, autre référence à l’univers de Gondry, puisque c'est le titre du premier album de Oui Oui, l'ancien groupe du réalisateur[source secondaire souhaitée].

## Distinction
- Festival de Cannes 2023 : sélection à la Quinzaine des cinéastes, en compétition